# Ontwikkelbaar oppervlak

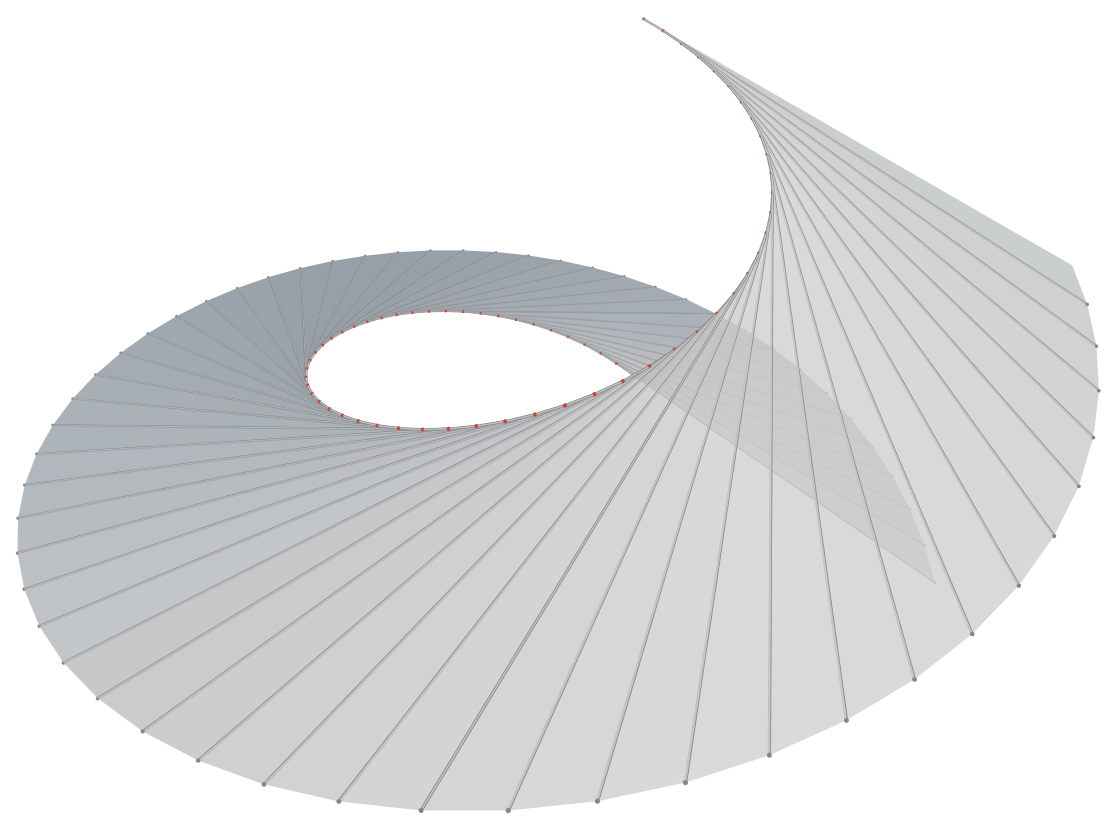
Een voorbeeld van een ontwikkelbaar oppervlak gevormd door raaklijnen aan een kromme in 3D.

Een ontwikkelbaar oppervlak of afwikkelbaar oppervlak is een bijzonder geval van een regeloppervlak. Niet alleen maakt elk punt onderdeel uit van een rechte die volledig tot het (gekromde) oppervlak behoort, maar ook kan het oppervlak worden vlakgestreken zonder te rekken of samen te drukken.
Voorbeelden van ontwikkelbare oppervlakken zijn een opengesneden cilinderoppervlak, een golfplaat en een opgerold oppervlak, en verder een opengesneden kegels, de oloïde en vlakken die zijn opgebouwd uit raaklijnen aan een kromme.
Constructies van plaatmateriaal vormen ontwikkelbare oppervlakken als het uitgangsmateriaal alleen wordt verbogen of gevouwen (en eventueel nog geknipt en geplakt).
Het platleggen van het ontwikkelbare oppervlak is een bijectie als voorkomen wordt dat de lijn waar een cilinder is opengesneden op twee plaatsen van het platte vlak wordt afgebeeld, zoals op de linker- en rechterzijkant. De afbeelding is conform. De afbeelding is in zekere zin ook isometrisch. De afstand tussen twee punten op het gekromde oppervlak moet dan gedefinieerd worden als de afstand gemeten over dit oppervlak. Bovendien moet bijvoorbeeld bij een cilinderoppervlak een van de twee metrieken aangepast worden om gelijke afstanden te krijgen tussen punten aan weerszijden van de knip. Als de afstand tussen twee punten op de cilinder gedefinieerd wordt als de afstand gemeten over het hele cilinderoppervlak, maar de beeldverzameling minder is dan 180° van de cilinder, dan is de aanpassing van een van de twee metrieken niet nodig. 

## Cartografie
Als de aarde als een bol of ellipsoïde beschouwd wordt en afgebeeld wordt op een kaart die in oost-westrichting minder dan de helft van de Aarde bestrijkt, dan geldt: bij een vorm van normale cilinderprojectie met als cilinderas de Aardas wordt de mate van afwijking van isometrie volledig bepaald door de afbeelding van het betreffende deel van het aardoppervlak op een deel van het cilinderoppervlak, en niet door het platmaken van dit oppervlak.